# 石橋亜紗
石橋 亜紗（いしばし あさ）は、NHKのアナウンサー。

## 人物・来歴
東京都出身。女子学院中学校・高等学校、慶應義塾大学文学部人文社会学科英米文学専攻卒業。2014年に入局で平成生。
2014年6月より研修を経て初任地となる熊本放送局に配属され、3年間勤務した。
2017年2月16日に、新年度から大阪放送局で『ニュースほっと関西』を担当することが発表される。2年間勤務した。
2019年4月より協会本部メディア総局アナウンス室勤務となる。同年、熊本局時代の同僚だったアナウンサーの北嶋右京と結婚。
2021年4月に大阪放送局に2度目の異動となり、金曜夕方の新報道・情報番組『ニュース きん5時』（大阪局制作で全国放送）で同じく東京から大阪に異動となる武田真一と共にメインキャスターを務める。
2023年7月7日の『ニュース きん5時』にて「しばらく休養入りする」ことを発表。なお6月23日放送の同番組に出演したアンミカ（タレント）が自身のInstagramにて石橋が産休入りすることを記している。2025年4月1日より協会本部メディア総局アナウンス室に再配属、赤木野々花アナと交代して『うたコン』に谷原章介と司会で共演する。

## 嗜好・挿話
- 中学、高校と6年間ミュージカル部に所属しており、宝塚歌劇団のファン[7]。
- ハロヲタ（ハロー!プロジェクトのファン）でもあり、入局試験の面接で一人で踊った[7]。
- 大学時代には第35回福澤杯争奪全日本学生英語弁論大会の常任委員を務めた経歴がある[8]。またテレビ朝日アスクに通っていた[9]。
- 趣味はダンス、ミュージカル鑑賞[10]。

## 現在の担当番組
- きょうの健康（司会：2025年4月3日 - ）
- うたコン（司会：2025年4月1日 - ）

## 過去の担当番組
熊本放送局時代（2014年度 - 2016年度）
- 熊本県のニュース・中継・リポート
- 着信御礼!ケータイ大喜利（2015年1月1日・3月14日） - 投稿受付センター実況
- ニュースウオッチ9（フィールドリポーター）（鈴木奈穂子夏期休暇中に代理キャスターを務めた田中泉の代理リポーター）（2016年8月1日 - 8月5日）
- 水俣病60年 NHKが見つめた水俣
- NEXT 未来のために “ゼロの阿蘇”を撮る  熊本地震から半年（ナレーション・2016年10月15日）※番組ナレーターとしては最年少。
- クマロク!（不定期）
- 一本の道「ケルトの聖地“ハロウィーンの道”を歩く～アイルランド～」（2017年2月22日）
- 熊本放送局コールサインアナウンス

大阪放送局時代（1度目）（2017年度 - 2018年度）
- 高校野球センバツおよび選手権の甲子園開会式中継
  - 第89回センバツ（2017年）
  - 第99回選手権（2017年）
  - 第100回選手権（2018年）
- ニュースほっと関西（キャスター：2017年4月3日 - 2019年3月29日）
- ニュース・気象情報（全国の定時ニュース）（午後2時：大阪局から放送した場合）
- 関西のニュース（平日午後0時15分、午後3時5分等）
- ニュース845～関西のニュースと気象情報～（不定期）
- まる得マガジン 江戸グルメ本に学べ! ヘルシー豆腐活用術（ナレーション・2017年9月）※番組ナレーターとしては最年少。
- 大阪府北部地震特設ニュース（2018年6月18日） - JR大阪駅から生中継で当時の混雑状況をリポートした（全国放送）。
- 関西人甲子園伝説（2018年8月4日） - 司会進行
- NHKニュースおはよう日本　
  - 小郷知子の夏期休暇に伴う代理キャスター（2018年8月18日、19日）[11] - その際、共に担当した新井秀和とこの7か月半後正式にコンビを組むこととなる。
  - 保里小百合代理キャスター（5:00 - 6:00）（2018年10月9日 - 12日）
- まる得マガジン（2017年4月 - 2019年3月）

東京アナウンス室時代（1度目）（2019年度 - 2020年度）
- NHKニュースおはよう日本（キャスター）（土曜・日曜・祝日）（2019年4月6日 - 2021年3月28日）[12]
  - おはよう日本・関東甲信越（キャスター）（土曜・日曜・祝日）
  - 和久田麻由子の代理キャスター（2019年7月24日、25日、9月2日 - 6日、2020年3月25日）
  - 林田理沙が6・7時台で和久田の休演による代理メインキャスターを務めたことに伴う5時台の代理キャスター（2020年3月26日）
  - 桑子真帆の夏期休暇に伴う代理キャスター（2020年8月24日 - 28日）
  - 『連続テレビ小説 エール』で主演を務める俳優・窪田正孝へのインタビュー（2020年9月14日）
- ららら♪クラシック（司会）（2019年4月5日 - 2021年3月26日）
- さわやか自然百景
  - 『大分　深島の海』（ナレーション・2019年10月20日）
  - 『新春特集　日本列島　島にきらめく命』（ナレーション・2021年1月2日）
- ゆく年くる年 キャスター（2019年12月31日 - 2020年1月1日、2020年12月31日 - 2021年1月1日）
- NHKスペシャル『2020巻頭言 10years after 未来への分岐点』（ナレーション・2020年1月1日）
- BS1スペシャル
  - 『ウイルスvs人類 カギを握るワクチンと治療薬』（ナレーション・2020年4月25日[13]）
  - 『謎の感染拡大──前編 新型ウイルスの起源を追う』（ナレーション・2021年2月7日初回放送）
  - 『謎の感染拡大――後編 空白の3週間に何が』（ナレーション・2021年2月7日初回放送）
- NHKスペシャル『激闘 シャチ対シロナガスクジラ～巨大生物集う謎の海域～』（ナレーション・2020年11月14日）
- ニュースきょう一日（井上あさひの夏期休暇に伴う代理キャスター・2020年10月21日、22日）

大阪放送局時代（2度目）（2021年度 - 2024年度）
- ニュースほっと関西→ほっと関西（平日12:15・15:07の関西ローカルニュースを担当した日に番組後半のフラッシュニュースコーナーを担当）[14]
  - （牛田茉友の代理キャスター、2022年2月7日 - 10日、11月14日 - 18日）
  - （嶋田ココの代理キャスター、2023年5月24日）
- シリーズ御堂筋線モダン建築でたどる大阪100年
  - 『前編 “東洋のシャンゼリゼ”誕生』（ナレーション・2023年6月8日）
  - 『後編 天空への夢OSAKAの未来』（ナレーション・2023年6月15日）
- ニュース きん5時（キャスター）（2021年4月2日 - 2023年7月7日）
  - 2024年4月から『午後LIVE ニュースーン』を開始させることに伴い、休暇中の状態で自動的に番組降板することとなった[15]。
- 歴史探偵（探偵=レポーター）（2021年5月12日 - 2023年4月5日）
- 関西のニュース（『ニュース きん5時』が大相撲中継などで休止となる週を中心に不定期で担当[16]）
- 京コトはじめ（『ニュース きん5時』が大相撲中継などで休止となる週を中心に不定期で、中継コーナー「京コト+」担当）

東京アナウンス室時代（2度目）（2025年度 - ）